# PDL-persprijs
De PDL-persprijs (voorheen PNL-persprijs) is een initiatief van het Platform Duurzame Luchtvaart (PDL) dat de persprijs sinds 2004 jaarlijks uitreikt. Met de prijs stimuleert, herkent én erkent het PDL journalistieke kwaliteit, in het bijzonder die over luchtvaartgerelateerde onderwerpen. De prijs bestaat uit een zilveren vouwvliegtuigje met gravure van een artikel van de winnende journalist.
In 2010 won Maud Effting de PDL-persprijs, met een serie artikelen naar aanleiding van het ongeval met een toestel van Turkish Airlines. De persprijs ging in 2009 naar twee FD-journalisten. Kamer van Koophandel-voorzitter Oswald Schwirtz overhandigde tijdens het Schipholdiner de prijs aan Wessel Gossink en Gert van der Have. In 2008 beleefde de PDL-persprijs haar eerste lustrum, dat jaar werd de vijfde editie van deze journalistieke prijs uitgereikt door minister Eurlings aan Ramses Reijerman (AD). In voorgaande jaren werd de persprijs gewonnen door Richard Mooyman (2007, Haarlems Dagblad), Arjen Schreuder (2006, NRC Handelsblad), Alexander Bakker (2005, AD/Rotterdams Dagblad) en Arnold Burlage (2004, Telegraaf). 
De media spelen een zeer belangrijke rol in de beeldvorming over de luchtvaart in Nederland. Zij hebben daardoor directe invloed op het politiek-maatschappelijk draagvlak voor luchtvaart en op het uiteindelijke luchtvaartbeleid. Objectieve, complete en vooral begrijpelijke informatie is derhalve onmisbaar. Niet alleen als het gaat om de luchtvaartdiscussie op politiek niveau, maar zeker ook in het licht van de beeldvorming op publiek niveau. De persprijs sluit goed aan bij het doel van het PNL om feiten en informatie over luchtvaart beschikbaar te maken voor politici, beleidsmakers en de Nederlandse burger.
Journalisten/auteurs kunnen in de eerste helft van het jaar (tot 1 augustus) hun artikelen naar het PDL sturen. Ook anderen kunnen een journalist/auteur/artikel nomineren.

## Winnaars
- 2004 - Arnold Burlage (De Telegraaf)
- 2005 - Alexander Bakker (Algemeen Dagblad/Rotterdams Dagblad)
- 2006 - Arjen Schreuder (NRC Handelsblad)
- 2007 - Richard Mooyman (Haarlems Dagblad)
- 2008 - Ramses Reijerman (Algemeen Dagblad)
- 2009 - Wessel Gossink en Gert van der Have (Het Financieele Dagblad)
- 2010 - Maud Effting (de Volkskrant)
- 2011 - Micha Ouwendijk (Zakenreis)